# MacArthur's War
MacArthur's War is een videospel voor de platforms Commodore 64 en Commodore 128. Het spel werd uitgebracht in 1988. Het speelveld wordt met bovenaanzicht getoond.

## Ontvangst
| Beoordeeld door             | Jaar | Platform     | Score |
| --------------------------- | ---- | ------------ | ----- |
| Computer Gaming World (CGW) | 1991 | Apple II     | 60%   |
| Computer Gaming World (CGW) | 1991 | Commodore 64 | 60%   |